# Connor Trinneer
Connor Trinneer est un acteur américain né le 19 mars 1969 à Walla Walla, Washington.

## Biographie
Il a fait ses études à l'université Pacific Lutheran à Washington où il faisait partie de l’équipe de Foot. C’est à cette époque qu’il découvre le théâtre. Après avoir obtenu son diplôme d’acteur (le B.F.A.), il s’inscrit à l'université du Missouri à Kansas City et y reçoit un second diplôme d’acteur et de directeur (le M.F.A.).Il participe ensuite en tant que vedette invitée dans de nombreuses séries telles que Sliders, Les Anges du bonheur, Urgences, Melrose Place, FreakyLinks et Gideon's Crossing. Il est également apparu dans des films tels que Duncan's Shadow et Raindogs.
Mais Trinneer est plus connu pour les rôles de Zeus Zelenko dans la série télévisée On ne vit qu'une fois, du Commandeur Charles « Trip » Tucker III dans Star Trek: Enterprise, et de Michael Kenmore dans Stargate Atlantis.
Connor Trinneer réside actuellement à Los Angeles.

## Filmographie
- 1996 : On ne vit qu'une fois

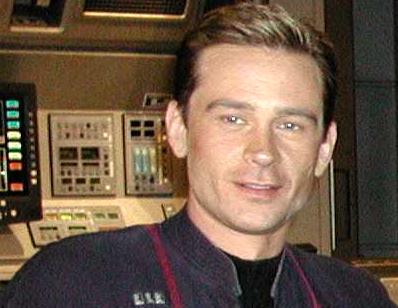
Connor Trinneer sur le pont de l'Enterprise NX-01

- 1997 : Pensacola: Wings of Gold (saison 1, épisode 13) : avocat du Lieutenant Lindstrom
- 1997 : Urgences (ER) (saison 4, épisode 12) : EMT
- 1998 : Les Anges du bonheur (saison 4, épisode 21) : Paul Ratcliff
- 1999 : Sliders (saison 4, épisode 2) : Samson
- 2000 : FreakyLinks (saison 1, épisode 2) : Ted
- 2000 : Gideon's Crossing (saison 1, épisode 2) : Steve Tedesco
- 2001 : 61*
- 2001 : Far East
- 2001 : Star Trek: Enterprise
- 2005 - 2008 : Stargate Atlantis : Michael Kenmore (apparitions dans les saisons 2 et 3 ainsi que 4 et 5)
- 2006 : NCIS : Enquêtes spéciales (saison 3, épisode 22 Jeopardy) : James Dempsey
- 2009 : Les Convoyeurs de l'espace (Star Runners) : rôle principal
- 2010 : Mentalist (saison3, épisode 9) : shérif Woolgar
- 2010 : Terminator : Les Chroniques de Sarah Connor (saison 2, épisode 14) : un policier
- 2017 : Barry Seal : American Traffic (American Made) de Doug Liman : George W. Bush
- 2018 : Stargate Origins : Professeur Paul Langford[1]
- 2022 : The Fabelmans de Steven Spielberg :  Phil Newhart